# Claudia Bello
Claudia Elena Bello (Buenos Aires, 21 de marzo de 1960) es una política argentina, que ejerció varios cargos públicos durante la presidencia de Carlos Saúl Menem, entre ellos el de interventora federal de la provincia de Corrientes.

## Biografía
Hija de un líder histórico de la Unión Cívica Radical en el barrio de La Boca, inició sus estudios de derecho en la Universidad de Buenos Aires, donde adhirió al peronismo, afiliándose al Partido Justicialista en 1979. Poco después abandonó sus estudios.
Fue subsecretaria de prensa de la Juventud Peronista de la Capital Federal en 1987; al año siguiente, la organización de una multitudinaria "ñoquiada" en favor de la candidatura presidencial de Carlos Menem le permitió entrar en el círculo de sus colaboradores. Fue electora presidencial en 1989, votando por Menem.
En 1990 fue nombrada Subsecretaria de la Juventud de la Nación, y ocupó otros cargos, como los de Subsecretaria de Acción Pública y Derechos Humanos, presidenta de la Comisión Nacional de Tierras Fiscales. Poco después asumió como Secretaria de Relaciones con la Comunidad del Ministerio del Interior.
En agosto de 1992 fue nombrada interventora federal de la provincia de Corrientes, con autoridad sobre los poderes ejecutivo y judicial. Durante su gestión llamó a elecciones provinciales para el 20 de diciembre de 1992. En el Colegio Electoral, un elector del radicalismo se fugó y se negó a emitir su voto. Las inmediatas acusaciones de soborno por parte del gobierno nacional llevaron a anular el proceso electoral.
Poco después, dejó el cargo de interventora, que fue ocupado por el radical Ideler Tonelli, que reformó la constitución provincial, eliminando el colegio electoral y llamó a nuevas elecciones. El gobernador elegido, Raúl Romero Feris, descubrió que durante la gestión de Bello la provincia se había endeudado por 70 millones de dólares.
A su regreso a la Capital presidió el Partido Justicialista de la Capital Federal[cita requerida] y fue nombrada Secretaria de la Función Pública de la Nación, acompañando en su gestión al ministro Gustavo Béliz, de quien se consideró amiga, y a quien apoyó incluso después de su ruptura con Menem. Tuvo un papel importante en el inicio de la carrera política de Daniel Scioli, a quien convovó a las filas del peronismo.[cita requerida] Ocupó el cargo de Secretaria de la Función Pública hasta el final del mandato de Menem, en 1999. Ese año fue candidata a senadora nacional por la Ciudad Autónoma de Buenos Aires, aunque fue derrotada.
Tras el final del menemismo, cursó derecho en la Universidad de Buenos Aires y se recibió de abogada. Se instaló en Mar del Plata, donde realizó un posgrado en Mediación en la Universidad Nacional de Mar del Plata. Allí organizó una agrupación política en apoyo de Eduardo Duhalde, que fue presentada públicamente en Balcarce. También fue fundadora y directora del Centro de Estudios Políticos y Tecnológicos.
Fue procesada por supuestas irregularidades, entre ellas millonarias contrataciones directas y sin licitación, soluciones para el supuesto problema del año 2000, conocido como Y2K. Bello argumentó que la ley de contrataciones del Estado sólo prohíbe las adjudicaciones directas por encima de determinados montos. Tras un largo juicio fue absuelta de los cargos por los que era procesada en 2011.
Apoyó a diversos dirigentes opositores, como Gerónimo Venegas, y Francisco de Narváez, aunque desde 2012 ha acompañado la política del gobernador de Buenos Aires, Daniel Scioli; diversas fuentes han afirmado que ha promovido una posible ruptura de Scioli con la presidenta Cristina Fernández de Kirchner y el proyecto político de Sergio Massa.